# Aurora, Zamboanga del Sur
Aurora là một đô thị cấp ba ở tỉnh Zamboanga del Sur, Philippines. Theo điều tra dân số năm 2000, đô thị này có dân số 42.820 người trong 8.329 hộ. Đô thị này giáp tỉnh Lanao del Norte về phía Đern.

## Các đơn vị hành chính
Về mặt hành chính, Aurora được chia thành 44 khu phố (barangay).
| - Acad - Alang-alang - Alegria - Anonang - Bagong Mandaue - Bagong Maslog - Bagong Oslob - Bagong Pitogo - Baki - Balas - Balide - Balintawak - Bayabas - Bemposa - Cabilinan | - Campo Uno - Ceboneg - Commonwealth - Orang - Gubaan - Inasagan - Inroad - Kahayagan Đ (Katipunan) - Kahayagan West - Kauswagan - La Paz (Tinibtiban) - La Victoria - Lantungan - Libertad - Lintugop - Lubid | - Maguikay - Mahayahay - Monte Alegre - Montela - Napo - Panaghiusa - Poblacion - Resthouse - Romarate - San Jose - San Juan - Sapa Loboc - Tagulalo - Waterfall |